# سیمون مینیوله
سیمون لوک هیلدبرت مینیوله (تلفظ هلندی: [ˈsimɔn ˈmiɲɔlɛ:]، فرانسوی: [simɔ̃ miɲɔlɛ]؛ زاده ۶ مارس ۱۹۸۸) یک بازیکن فوتبال اهل بلژیک است که برای باشگاه کلوب بروخه بازی می‌کند.
وی همچنین در تیم ملی فوتبال بلژیک بازی کرده‌است.

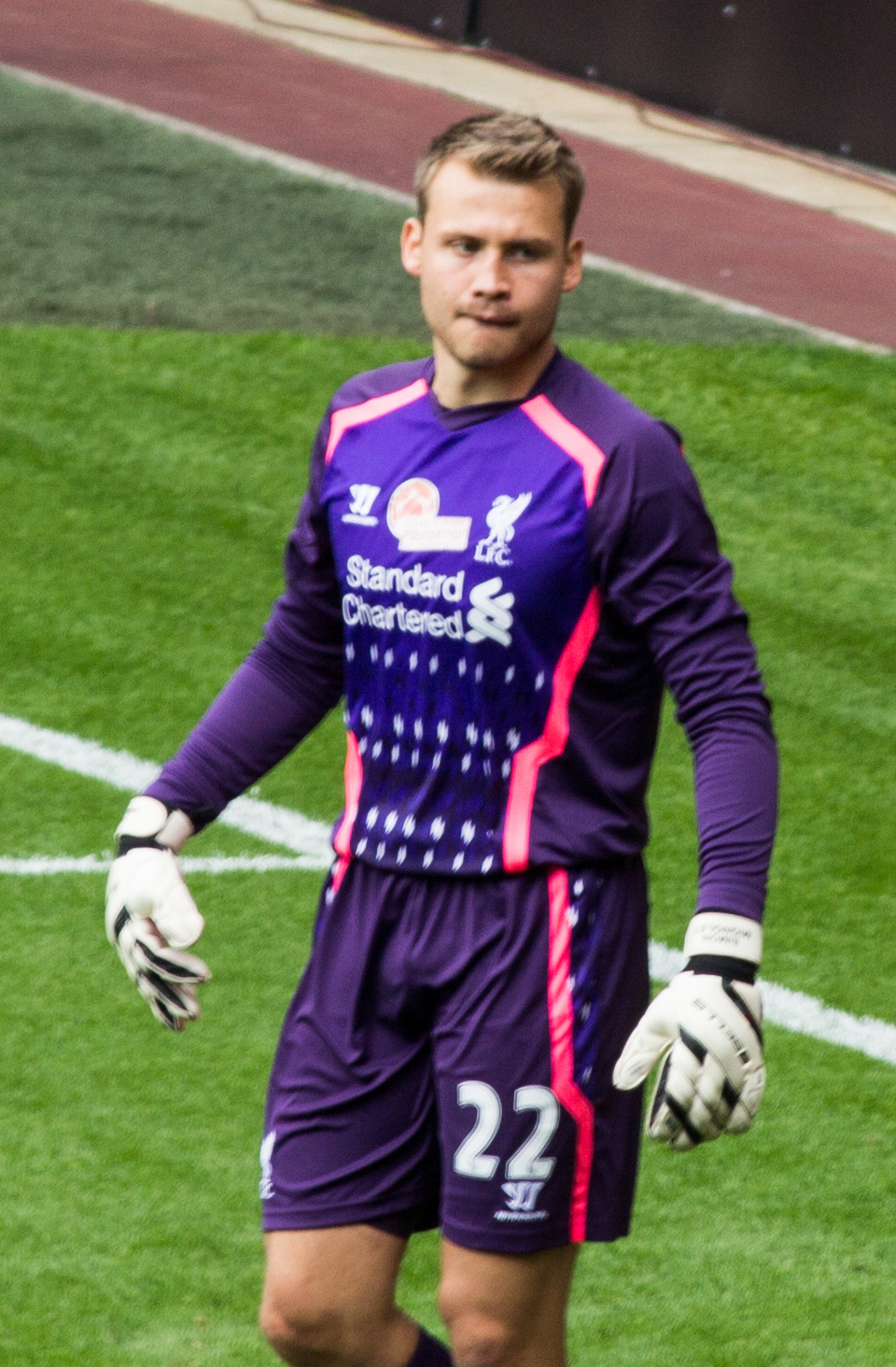
مینیوله در حال بازی برای لیورپول در سال ۲۰۱۳

او قرار است کمک سرپرست تیم کلوپ بروخه شود.
او ۲ گل زده است